# Chlorotettix aurum
Chlorotettix aurum är en insektsart som beskrevs av Delong 1938. Chlorotettix aurum ingår i släktet Chlorotettix och familjen dvärgstritar. Inga underarter finns listade i Catalogue of Life.